# Clara Liberman
Clara Liberman (Gonesse, 5 de abril de 2000) es una deportista francesa que compite en atletismo, especialista en las carreras de mediofondo. Ganó una medalla de plata en el Campeonato Europeo de Atletismo en Pista Cubierta de 2025, en la prueba de 800 m.

## Palmarés internacional
| Campeonato Europeo en Pista Cubierta | Campeonato Europeo en Pista Cubierta | Campeonato Europeo en Pista Cubierta | Campeonato Europeo en Pista Cubierta |
| Año                                  | Lugar                                | Medalla                              | Prueba                               |
| ------------------------------------ | ------------------------------------ | ------------------------------------ | ------------------------------------ |
| 2025                                 | Apeldoorn (Países Bajos)             | Medalla de plata                     | 800 m                                |